# HP 100LX
HP100LX는 휴렛 팩커드(HP)에서 1993년 5월에 발표한 PDA로, HP95LX의 후계모델이다. 넓어진 표준 해상도의 디스플레이와 표준 PCMCIA로 많은 MS-DOS의 응용 소프트웨어를 구동할 수 있게 되었다. 개발 시 코드네임은 쿠거(Cougar)이다.
HP 100LX의 후계 모델은 HP 200LX이다.

## 기능
- 무게: 300g
- 크기: 길이 8.5cm, 폭 16cm, 높이 2.5cm
- 화면: CGA 흑백 4그레이 STN 액정
- 배터리: AA사이즈 배터리 2개
- 보조 배터리: 3V 수은전지
- CPU:
- RAM: 1MB 또는 2MB
- OS: MS-DOS 5.0
- 해상도:  640 × 200 픽셀
- 적외선 통신장치:RS - 232 호환 직렬 포트, HP사와 호환되는 프린터 모델에 인쇄를 위한 적외선 포트 총 2가지의 적외선 포트를 갖추고 있다.
- PCMCIA 2.0 슬롯 1개